# Breidfeld
Breidfeld (luxembourgeois : Breedelt) est une section de la commune luxembourgeoise de Weiswampach située dans le canton de Clervaux.